# Directive écoconception
Pour les articles homonymes, voir EUP.
La directive 2005/32/CE, communément appelée directive EuP (energy-using products),  est une directive de l'Union européenne sur la consommation électrique des produits.
Votée en 2007, elle est en application en Europe depuis janvier 2008. Son objectif est de réduire la consommation des appareils électriques et électroniques grâce à une meilleure conception (éco-conception).
Elle a depuis été remplacée par la directive 2009/125/CE dite d'écoconception ou ErP (energy-related products).